# Elena Fabris Bellavitis
Elena Laura Eleonora Anna Fabris Bellavitis (Lestizza, 25 luglio 1861 – Bologna, 25 febbraio 1904) è stata una scrittrice italiana.

## Biografia
Nacque in una nobile famiglia dal conte Nicolò Francesco Fabris e da Felicita del Mestri di Schönberg. Vantò collaborazioni con Pagine friulane e il Giornale di Udine e fu autrice di tre romanzi: Un genio, dolore, amore ed arte (1887), Brutta (1889) e Zia Lavinia (1891). Tra le novelle si menzionano Vigilia di Natale, Un nastro, Vittime innocenti, I passeri e La crocetta.